# 源通具
源 通具（みなもと の みちとも）は、平安時代末期から鎌倉時代前期にかけての公卿・歌人。堀川大納言と号す。右大将・源通親の次男。官位は正二位・大納言。堀川家の祖。

## 経歴
主として後鳥羽院歌壇で活躍した。建仁元年（1201年）には和歌所寄人となり、同別当となる。
『新古今和歌集』の撰者の一人にも選ばれるが、父・通親の代理という意味合いが強い。
また「千五百番歌合」などに出詠し、『新古今和歌集』に入集しているが、後鳥羽上皇や親友・藤原定家からの歌人としての評価はあまり高くなかった。

## 親族・交友関係
後に妻の俊成卿女とは離別したが、藤原俊成の息子である定家とは親しく交際を続けた。定家は通具の父の通親とは対立していたが、通具死去の報を受けた際、深く悲しんだという。
道元も通具の子であるとする説があるが、道元は異母弟であり、通具はその養父であったという説もある。

## 官歴
出典
- 文治元年（1185年）、因幡守に任ぜられる。
- 建久2年（1191年）、従五位上に進む。
- 建久4年（1193年）、右少将に任ぜられる。正五位下に進む。
- 正治元年（1199年）、従四位上に進む。
- 正治2年（1200年）、中将及び蔵人頭に任ぜられる。正四位下に進む。
- 建仁元年（1201年）、参議に任ぜられる。
- 建仁2年（1202年）、従三位に進む。備中権守に任ぜられる。
- 建仁3年（1203年）、正三位に進む。衛門府の督及び使別当に任ぜられる。狩野探幽筆 右衛門督通具
『新三十六歌仙図帖』より

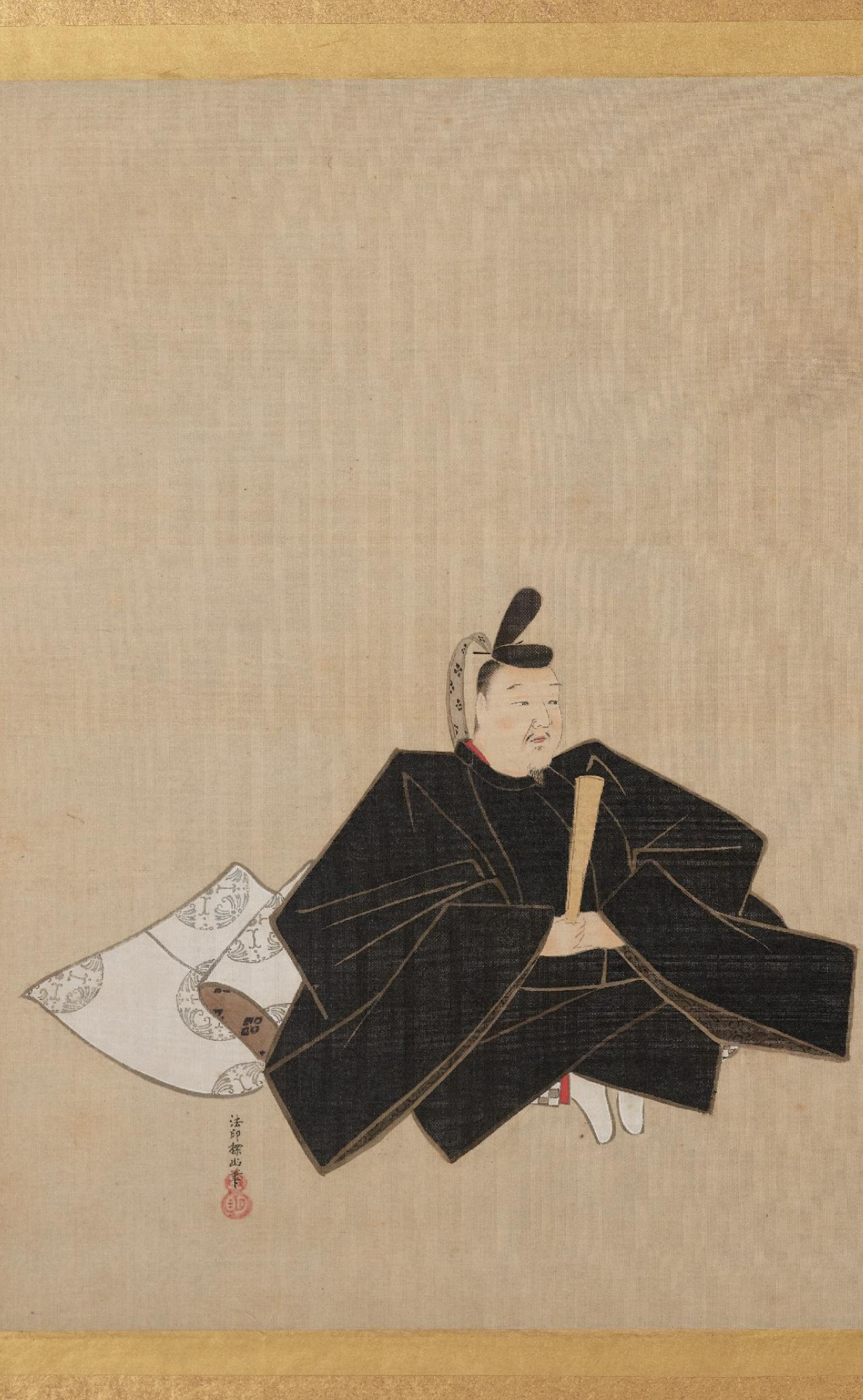
狩野探幽筆 右衛門督通具
『新三十六歌仙図帖』より

- 元久元年（1204年）、備中権守を辞する。
- 元久2年（1205年）、権中納言に任ぜられる。
- 建永元年（1206年）、右衛門督及び使別当を辞する。従二位に進む。
- 承元2年（1208年）、正二位に進む。踏歌続内弁となる。
- 承元4年（1210年）、中宮権大夫に任ぜられ、同年、これを辞する。
- 建暦元年（1211年）、中納言に任ぜられる。
- 建暦2年（1212年）、権大納言に任ぜられる。
- 承久3年（1221年）、奨学院別当となる。
- 貞応元年（1222年）、大納言に任ぜられる。

## 系譜
- 父：源通親（1149-1202）
- 母：平教盛の娘または平通盛の娘
- 正室：藤原俊成養女 - 尾張守藤原盛頼の娘
  - 長男：堀川具定（1200-1236）
- 妻：藤原信子 - 後鳥羽院女房按察局。能円の娘
  - 次男：堀川具実（1203-1277）
- 生母不明の子女
  - 男子：堀川具忠
  - 男子：堀川具教
  - 男子：行空
  - 男子：円源

## 関連作品
テレビドラマ
- 草燃える（1979年、NHK大河ドラマ） - 演：真鍋敏宏